# Distretto di Grójec
Il distretto di Grójec (in polacco powiat grójecki) è un distretto polacco appartenente al voivodato della Masovia.

## Geografia antropica

### Suddivisioni amministrative
Il distretto comprende 10 comuni.
- Comuni urbano-rurali: Grójec, Mogielnica, Nowe Miasto nad Pilicą, Warka
- Comuni rurali: Belsk Duży, Błędów, Chynów, Goszczyn, Jasieniec, Pniewy